# Gare de Botujuru
La gare de Botujuru (en portugais Estação Botujuru) est une gare ferroviaire de la ligne 7 (Rubis) de la Companhia Paulista de Trens Metropolitanos (CTPM). Elle est située rue Bela Vista dans la municipalité de Campo Limpo Paulista dans l'État de São Paulo, au Brésil.

## Situation ferroviaire

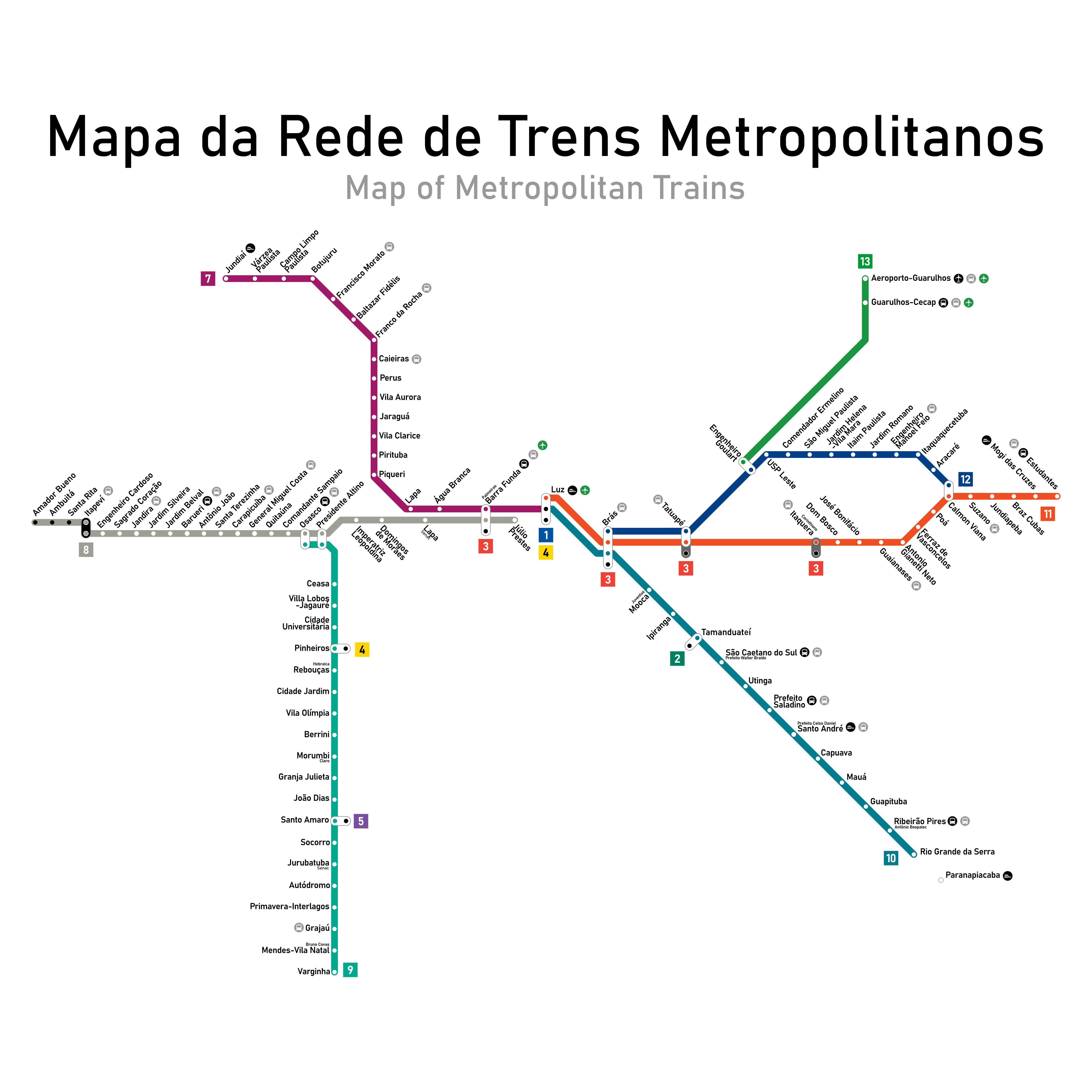
Plan des lignes de la CPTM (2020).

Établie à 787 mètres d'altitude, la gare de Botujuru est située sur la ligne 7 (Rubis) de la Companhia Paulista de Trens Metropolitanos (CTPM), entre la gare de Francisco Morato, en direction de la gare terminus de Brás, et la gare de Campo Limpo Paulista, en direction de la gare terminus de Jundiaí. 